# ジャパンラグビートップリーグ2006-2007
ジャパンラグビートップリーグ2006-2007は2006年9月1日から2007年1月14日までレギュラーシーズンが行われた。
前年（2005-06年度シーズン）までは、リーグ戦とプレーオフの「マイクロソフトカップトップ8トーナメント」は別大会の扱いで、リーグ戦1位チームがリーグ優勝の扱いだったが、本年度より大会の仕組みを変更し、レギュラーシーズンを予選リーグ、マイクロソフトカップを決勝トーナメントと位置づけ、その上でプレーオフ進出枠を上位4チームに減らし、そこで行う「プレーオフ・マイクロソフトカップ」の優勝チームをリーグ優勝とみなす方式にした。
レギュラーシーズン首位通過の東芝ブレイブルーパスがマイクロソフトカップを制し、3連覇を達成した。

## 参加チーム
ジャパンラグビートップリーグ2006-2007の参加チームは下表の通りである（記載は前年シーズンの成績上位順）。
トップリーグの参加チーム数が12チームから14チームに増加、コカ・コーラウエストレッドスパークス（トップウェスト）、日本IBMビッグブルー（トップイースト11）が各地域リーグから昇格した。
| チーム名                             | 前年成績              | 備考                                                                                                |
| ------------------------------------ | --------------------- | --------------------------------------------------------------------------------------------------- |
| 東芝ブレイブルーパス                 | トップリーグ 優勝     | 東芝府中ブレイブルーパスから名称変更                                                                |
| 三洋電機ワイルドナイツ               | トップリーグ 2位      | |
| NECグリーンロケッツ                  | トップリーグ 3位      | |
| トヨタ自動車ヴェルブリッツ           | トップリーグ 4位      | |
| 神戸製鋼コベルコスティーラーズ       | トップリーグ 5位      | |
| サントリーサンゴリアス               | トップリーグ 6位      | |
| ヤマハ発動機ジュビロ                 | トップリーグ 7位      | |
| クボタスピアーズ                     | トップリーグ 8位      | |
| ワールドファイティングブル           | トップリーグ 9位      | 残留（トップリーグ入替戦勝利）                                                                      |
| セコムラガッツ                       | トップリーグ 10位     | 残留（トップリーグ入替戦勝利）                                                                      |
| リコーブラックラムズ                 | トップリーグ 11位     | 残留（トップリーグ入替戦勝利）                                                                      |
| 福岡サニックスブルース               | トップリーグ 12位     | 残留（トップリーグ入替戦勝利）                                                                      |
| コカ・コーラウエストレッドスパークス | トップウェスト 優勝   | 昇格（トップチャレンジ1 1位） 初昇格 昇格時に「コカ・コーラウエストジャパンラグビー部」から名称変更 |
| 日本IBMビッグブルー                  | トップイースト11 優勝 | 昇格（トップチャレンジ1 2位） 2シーズンぶりの復帰                                                   |

## 順位表
| 順位 | チーム                               | 試合 | 勝 | 分 | 負 | 得点 | 失点 | 得失 | BP | 勝点 |                                    |
| ---- | ------------------------------------ | ---- | -- | -- | -- | ---- | ---- | ---- | -- | ---- | ---------------------------------- |
| 1    | 東芝ブレイブルーパス                 | 13   | 12 | 0  | 1  | 502  | 234  | 268  | 12 | 60   | マイクロソフトカップ、日本選手権へ |
| 2    | サントリーサンゴリアス               | 13   | 11 | 0  | 2  | 545  | 161  | 384  | 12 | 56   | マイクロソフトカップ、日本選手権へ |
| 3    | ヤマハ発動機ジュビロ                 | 13   | 10 | 1  | 2  | 379  | 306  | 73   | 6  | 48   | マイクロソフトカップ、日本選手権へ |
| 4    | トヨタ自動車ヴェルブリッツ           | 13   | 9  | 0  | 4  | 448  | 267  | 181  | 11 | 47   | マイクロソフトカップ、日本選手権へ |
| 5    | 三洋電機ワイルドナイツ               | 13   | 8  | 0  | 5  | 525  | 321  | 204  | 11 | 43   |                                    |
| 6    | 神戸製鋼コベルコスティーラーズ       | 13   | 8  | 0  | 5  | 360  | 306  | 54   | 10 | 42   |                                    |
| 7    | NECグリーンロケッツ                  | 13   | 7  | 0  | 6  | 281  | 321  | -40  | 10 | 38   |                                    |
| 8    | クボタスピアーズ                     | 13   | 5  | 2  | 6  | 385  | 402  | -17  | 6  | 30   |                                    |
| 9    | 福岡サニックスブルース               | 13   | 5  | 1  | 7  | 281  | 423  | -142 | 6  | 28   |                                    |
| 10   | コカ・コーラウエストレッドスパークス | 13   | 4  | 0  | 9  | 267  | 368  | -101 | 5  | 21   |                                    |
| 11   | リコーブラックラムズ                 | 13   | 4  | 0  | 9  | 233  | 371  | -138 | 5  | 21   | 入替戦へ                           |
| 12   | 日本IBMビッグブルー                  | 13   | 2  | 2  | 9  | 241  | 503  | -262 | 4  | 16   | 入替戦へ                           |
| 13   | セコムラガッツ                       | 13   | 2  | 0  | 11 | 255  | 449  | -194 | 6  | 14   | 自動降格                           |
| 14   | ワールドファイティングブル           | 13   | 1  | 0  | 12 | 211  | 481  | -270 | 3  | 7    | 自動降格                           |

## プレーオフトーナメント マイクロソフトカップ
|  | セミファイナル                           | セミファイナル         |                             |  | ファイナル | ファイナル |
|  |                                          |                        |                             |  |            |            |
|  | 2007年1月28日 - 秩父宮、東京             |                        |                             |  |            |            |
|  | 東芝ブレイブルーパス （リーグ1位）       | 38                     |                             |  |            |            |
|  | トヨタ自動車ヴェルブリッツ （リーグ4位） | 33                     |                             |  |            |            |
|  |                                          |                        | 2007年2月4日 - 秩父宮、東京 |  |            |            |
|  | 東芝ブレイブルーパス                     | 14                     |                             |  |            |            |
|  |                                          | サントリーサンゴリアス | 13                          |  |            |            |
|  | 2007年1月28日 - 花園、大阪               |                        |                             |  |            |            |
|  | サントリーサンゴリアス （リーグ2位）     | 40                     |                             |  |            |            |
|  | ヤマハ発動機ジュビロ （リーグ3位）       | 39                     |                             |  |            |            |

### セミファイナル
- 1月28日 東芝ブレイブルーパス 38-33 トヨタ自動車ヴェルブリッツ
- 1月28日 サントリーサンゴリアス 40-39 ヤマハ発動機ジュビロ

### ファイナル
- 2月4日 東芝ブレイブルーパス 14-13 サントリーサンゴリアス

## 入替制度

### 入れ替え制度の変更
| 順位                  | 前年（2005-2006シーズン）       | 今年（2006-2007シーズン）       |
| --------------------- | ------------------------------- | ------------------------------- |
| トップリーグ9位       | 入替戦（トップチャレンジ2 3位） | トップリーグ残留                |
| トップリーグ10位      | 入替戦（トップチャレンジ2 2位） | トップリーグ残留                |
| トップリーグ11位      | 入替戦（トップチャレンジ2 1位） | 入替戦（トップチャレンジ2 1位） |
| トップリーグ12位      | 入替戦（トップチャレンジ1 3位） | 入替戦（トップチャレンジ1 3位） |
| トップリーグ13位      | －                              | 地域リーグへ自動降格            |
| トップリーグ14位      | －                              | 地域リーグへ自動降格            |
| トップチャレンジ1 1位 | トップリーグへ自動昇格          | トップリーグへ自動昇格          |
| トップチャレンジ1 2位 | トップリーグへ自動昇格          | トップリーグへ自動昇格          |
| トップチャレンジ1 3位 | 入替戦（トップリーグ12位）      | 入替戦（トップリーグ12位）      |
| トップチャレンジ2 1位 | 入替戦（トップリーグ11位）      | 入替戦（トップリーグ11位）      |
| トップチャレンジ2 2位 | 入替戦（トップリーグ10位）      | 地域リーグ残留                  |
| トップチャレンジ2 3位 | 入替戦（トップリーグ9位）       | 地域リーグ残留                  |

- トップリーグの参加チームが14チームに増加、今シーズンより自動降格が復活し、13位・14位チームが地域リーグに自動降格、11位・12位チームが入替戦出場、これまで入替戦出場だった9位・10位チームはトップリーグ残留となった。
- トップチャレンジは2004-2005シーズンまでの制度に戻り、昨年は入替選出場だったトップチャレンジ2の2位・3位チームは地域リーグ残留になった。
- またトップチャレンジ2のトップイースト11の代表は、トップノースとの代表決定戦が廃止されたため、トップウェスト・トップキュウシュウ同様2位チームへ変更となった。

### 自動降格
トップリーグの結果、13位セコムラガッツのトップイースト11、14位ワールドファイティングブルのトップウェストへの自動降格が決定した。

### トップリーグチャレンジシリーズ1
| 順位 | チーム                             | 試合 | 勝 | 分 | 負 | 得点 | 失点 | 得失 | BP | 勝点 |          |
| ---- | ---------------------------------- | ---- | -- | -- | -- | ---- | ---- | ---- | -- | ---- | -------- |
| 1    | 九州電力（トップキュウシュウ）     | 2    | 2  | 0  | 0  | 90   | 33   | 57   | 2  | 10   | 自動昇格 |
| 2    | 三菱重工相模原（トップイースト11） | 2    | 1  | 0  | 1  | 44   | 80   | -36  | 1  | 5    | 自動昇格 |
| 3    | 近鉄ライナーズ（トップウェスト）   | 2    | 0  | 0  | 2  | 52   | 73   | -21  | 2  | 2    | 入替戦へ |
- 1月14日 三菱重工相模原 12–49 九州電力（熊谷スポーツ文化公園(県営熊谷ラグビー場) ）
- 1月21日 九州電力 41–21 花園近鉄ライナーズ近鉄ライナーズ（博多・陸上競技場）
- 1月27日 近鉄ライナーズ 31–32 三菱重工相模原（近鉄花園ラグビー場）

以上の結果、1位九州電力、2位の三菱重工相模原がトップリーグへ自動昇格、3位近鉄ライナーズのトップリーグ入替戦への進出が決定した。

### トップリーグチャレンジシリーズ2
| 順位 | チーム                                       | 試合 | 勝 | 分 | 負 | 得点 | 失点 | 得失 | BP | 勝点 |          |
| ---- | -------------------------------------------- | ---- | -- | -- | -- | ---- | ---- | ---- | -- | ---- | -------- |
| 1    | ホンダヒート（トップウェスト）               | 2    | 2  | 0  | 0  | 128  | 44   | 84   | 2  | 10   | 入替戦へ |
| 2    | 東京ガス（トップイースト11）                 | 2    | 1  | 0  | 1  | 112  | 66   | 46   | 2  | 6    |          |
| 3    | マツダブルーズーマーズ（トップキュウシュウ） | 2    | 0  | 0  | 2  | 22   | 152  | -130 | 0  | 0    |          |
- 1月14日 東京ガス 78–12 マツダブルーズーマーズ（熊谷スポーツ文化公園(県営熊谷ラグビー場) ）
- 1月21日 マツダブルーズーマーズ 10–74 ホンダヒート（博多・陸上競技場）
- 1月27日 ホンダヒート 54–34 東京ガス（近鉄花園ラグビー場）

以上の結果、1位ホンダヒートのトップリーグ入替戦への進出が決定した。

### トップリーグ入替戦
規定により、トップリーグ11位リコーブラックラムズがトップチャレンジ2・1位のホンダヒートと、トップリーグ12位日本IBMビッグブルーが、トップチャレンジ1・3位の近鉄ライナーズと入替戦を行った。
- 2月12日 秩父宮ラグビー場
  - リコーブラックラムズ 43–24 ホンダヒート
  - 日本IBMビッグブルー 29–29 近鉄ライナーズ

入替戦の結果、リコーブラックラムズ、日本IBMビッグブルーのトップリーグ残留が決定した。

## 表彰
2006-2007シーズンの年間表彰式は、2007年2月6日に東京プリンスホテルで実施された。

### チーム表彰

#### TOP LEAGUE 優勝チーム
|        | チーム名                   | 備考 |
| ------ | -------------------------- | ---- |
| 優勝   | 東芝ブレイブルーパス       |      |
| 準優勝 | サントリーサンゴリアス     |      |
| 第3位  | トヨタ自動車ヴェルブリッツ |      |
| 第3位  | ヤマハ発動機ジュビロ       |      |

#### フェアプレーチーム賞
| チーム名               | 備考             |
| ---------------------- | ---------------- |
| 三洋電機ワイルドナイツ | （3年ぶり2回目） |

#### ベストファンサービス賞
| チーム名                       | 備考             |
| ------------------------------ | ---------------- |
| 神戸製鋼コベルコスティーラーズ | （3年連続3回目） |
| ヤマハ発動機ジュビロ           | （2年連続2回目） |

### 個人表彰

#### トップリーグMVP
| 氏名     | 所属チーム           | 備考       |
| -------- | -------------------- | ---------- |
| 冨岡鉄平 | 東芝ブレイブルーパス | （初受賞） |

#### 新人賞
| 氏名     | 所属チーム             |
| -------- | ---------------------- |
| 北川智規 | 三洋電機ワイルドナイツ |

#### 最多トライゲッター
| 氏名     | 所属チーム             | 備考               |
| -------- | ---------------------- | ------------------ |
| 北川智規 | 三洋電機ワイルドナイツ | 19トライ（初受賞） |

#### 得点王
| 氏名               | 所属チーム             | 備考                            |
| ------------------ | ---------------------- | ------------------------------- |
| ライアン・ニコラス | サントリーサンゴリアス | 159得点（7T/50G/8PG）（初受賞） |

#### ベストキッカー
| 氏名     | 所属チーム                 | 備考                                |
| -------- | -------------------------- | ----------------------------------- |
| 廣瀬佳司 | トヨタ自動車ヴェルブリッツ | 148得点（47G/18PG）（3年連続3回目） |

#### ベストホイッスル
| 氏名     | 備考       |
| -------- | ---------- |
| 平林泰三 | （初受賞） |

#### マイクロソフトカップMVP
| 氏名                   | 所属チーム           | 備考       |
| ---------------------- | -------------------- | ---------- |
| ルアタンギ・侍バツベイ | 東芝ブレイブルーパス | （初受賞） |

### ベストフィフティーン
| ポジション | 氏名                   | 所属チーム                          | 備考             |
| ---------- | ---------------------- | ----------------------------------- | ---------------- |
| PR1        | 西浦達吉               | コカ･コーラウエストレッドスパークス | （初受賞）       |
| HO         | 青木佑輔               | サントリーサンゴリアス              | （初受賞）       |
| PR3        | 山村亮                 | ヤマハ発動機ジュビロ                | （2年ぶり2回目） |
| LO         | 大野均                 | 東芝ブレイブルーパス                | （2年ぶり2回目） |
| LO         | ルアタンギ・侍バツベイ | 東芝ブレイブルーパス                | （2年ぶり2回目） |
| FL         | 渡邉泰憲               | 東芝ブレイブルーパス                | （3年連続3回目） |
| FL         | フィリップ・オライリー | 三洋電機ワイルドナイツ              | （初受賞）       |
| NO8        | 箕内拓郎               | NECグリーンロケッツ                 | （3年連続3回目） |
| SH         | 後藤翔太               | 神戸製鋼コベルコスティーラーズ      | （2年連続2回目） |
| SO         | トニー・ブラウン       | 三洋電機ワイルドナイツ              | （2年連続2回目） |
| WTB        | 小野澤宏時             | サントリーサンゴリアス              | （2年連続3回目） |
| WTB        | 北川智規               | 三洋電機ワイルドナイツ              | （初受賞）       |
| CTB        | スコット・マクラウド   | 東芝ブレイブルーパス                | （3年連続3回目） |
| CTB        | ライアン・ニコラス     | サントリーサンゴリアス              | （初受賞）       |
| FB         | ダミアン・マクイナリ   | クボタスピアーズ                    | （初受賞）       |

## 参照
1. ↑  トップリーグ2006-2007トップリーグアワード開催